# Villa Rosenstraße 3 (Radebeul)

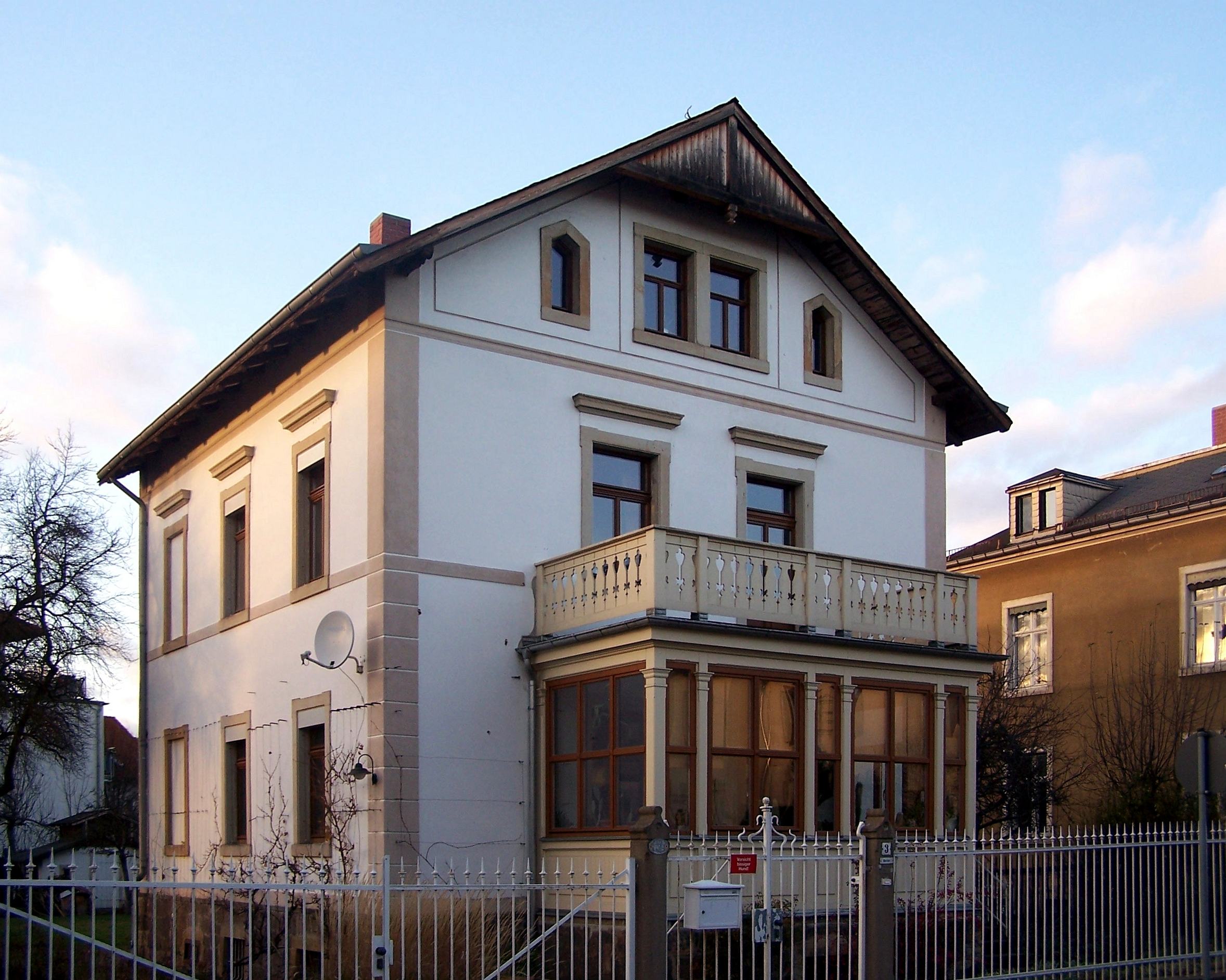
Villa Rosenstraße 3

Die Villa in der Rosenstraße 3 steht im Stadtteil Serkowitz des sächsischen Radebeul. Sie wurde zwischen 1894 und 1898 durch die ortsansässige Baufirma „Gebrüder Ziller“ für den Kammermusikus Richter gebaut.

## Beschreibung

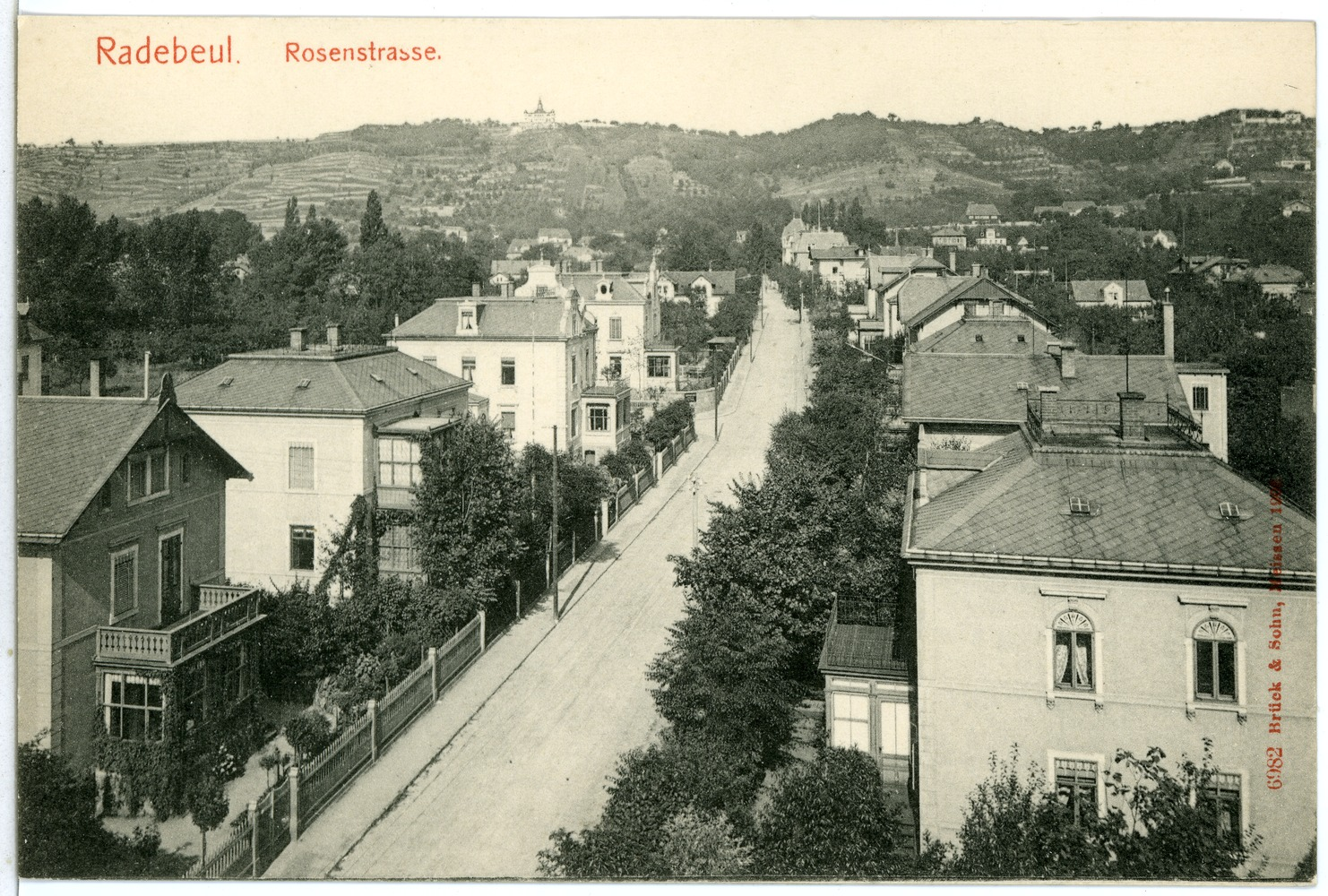
Die Villen in der Rosenstraße 1905: Links vorne liegt die Nr. 3

Die zweigeschossige, unter Denkmalschutz stehende landhausartige Villa ist ein Wohnhaus im Schweizerstil mit einem mäßig steilen, verschieferten Satteldach mit weitem Dachüberstand und Sparrengiebeln. Darunter findet sich ein Drempel, in dessen straßenseitigem Giebelfeld sich mittig ein Zwillingsfenster befindet, auf beiden Seiten begleitet durch Schmalfenster mit oberem Dreiecksabschluss.
Das Gebäude steht giebelständig zur Straße auf einem sandsteingefassten Syenit-Bruchsteinsockel; in dieser zweiachsigen Ansicht befindet sich eine eingeschossige hölzerne Veranda mit Austritt obenauf. Die zwischenzeitlich reduzierten Putzfassaden erhielten in jüngster Zeit eine Putzgliederung aus Putzbändern und Nutungen zurück, an den Gebäudekanten Ecklisenen, im Erdgeschoss als Quadraturen. Die Fenster werden durch schlichte Gewände aus Sandstein eingefasst und im Obergeschoss durch darüber liegende horizontale Verdachungen verziert.
Die inzwischen erneuerte Einfriedung besteht aus Lanzettzaunfeldern zwischen Kunststeinpfeilern.